# Bjørn Tore Kvarme
Bjørn Tore Kvarme (Trondheim, 17 giugno 1972) è un procuratore sportivo ed ex calciatore norvegese.

## Carriera
Ha iniziato la sua carriera professionistica nel Rosenborg di Trondheim, prima di trasferirsi al Liverpool. Dopo la parentesi inglese, ha firmato per la Real Sociedad, in Spagna. Ha poi giocato in Francia, nel Saint-Etienne e poi nel Bastia. Nel 2005 è tornato in Norvegia, al Rosenborg.
Il 28 giugno 2008 ha disputato la sua ultima partita da professionista. Dopo il ritiro, è diventato un procuratore sportivo.

## Palmarès

### Club

#### Competizioni nazionali
- Campionato norvegese: 7

Rosenborg: 1992, 1993, 1994, 1995, 1996, 1997, 2006
- Coppa di Norvegia: 2

Rosenborg: 1992, 1995